# Landini Vélite

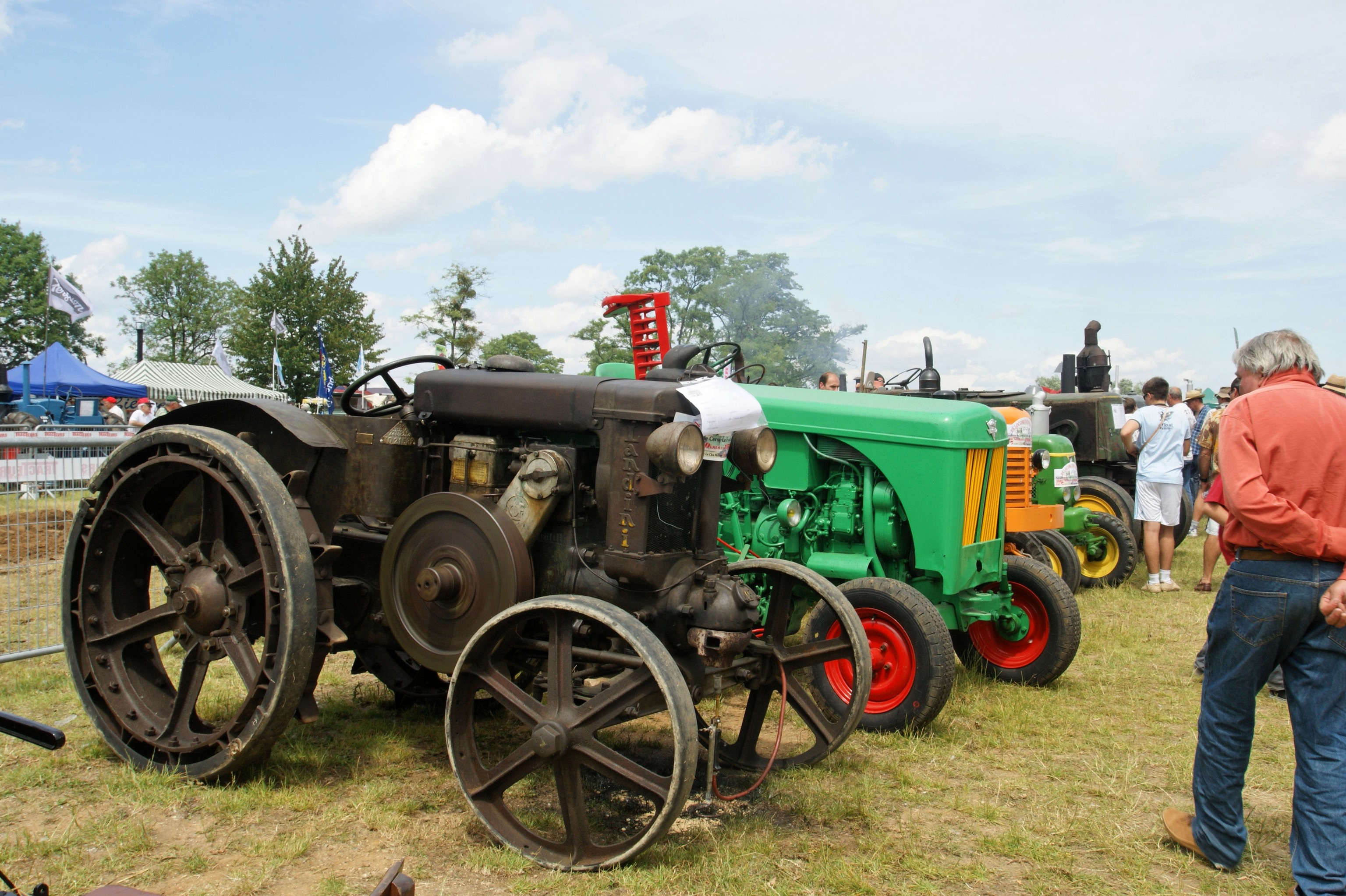
Landini Vélite

Il Landini Vélite, conosciuto anche con la sigla V L 30, è un trattore agricolo italiano a ruote prodotto dalla Landini presso i suoi stabilimenti di Fabbrico (Reggio Emilia) tra il 1935 e il 1954 per un totale di 3.462 esemplari.

## Nome
Il nome di questo modello trae origine da un tipo soldati di fanteria leggera dell'esercito romano, i velites appunto, dotati di armature leggere e perciò veloci e agili; titolo poi ripreso durante il Fascismo e attribuito ai contadini che si erano distinti per il loro impegno nella Battaglia del grano, chiamati Veliti, la Landini ha quindi voluto, con una chiara scelta di marketing, rendere omaggio a queste persone che lavoravano nelle campagne nel periodo dell'autarchia agricola e allo stesso tempo promuovere una macchina che rievoca il temperamento combattente di questi ultimi: instancabile, laboriosa, agile e produttiva. Si tratta del modello più piccolo proposto dalla Landini negli anni trenta e ricalca molte delle  caratteristiche estetiche e tecniche del più grande Super Landini.

## Motore
Dispone di un motore a due tempi a testa calda, così definito poiché l'accensione della miscela carburante-comburente avviene per mezzo di una superficie incandescente posta all'interno della testata del motore, essa viene appositamente preriscaldata prima dell'avviamento per mezzo di una fiamma applicata all'esterno. Il principio di accensione e funzionamento è il seguente: dopo aver opportunamente riscaldato la calotta (raggiungendo temperature di 400-700°), facendo ruotare energicamente il volano per mezzo di una spinta manuale, il pistone ad esso collegato tramite l'albero motore, scorre all'interno del cilindro comprimendo l'aria nella precamera di combustione, dove nel frattempo viene iniettato il combustibile finemente polverizzato, a contatto con le elevate temperature della calotta reagisce con l'ossigeno dell'aria comburente innescando la combustione che produce gas caldi, questi espandendosi verso il cilindro fanno arretrare il pistone, una volta avviato il motore mantiene autonomamente una temperatura tale da continuare il ciclo di funzionamento senza il bisogno di un ulteriore riscaldamento dall'esterno.
Il motore, che è concepito per utilizzare come combustibile olio pesante, gasolio, o qualsiasi altro combustibile che permetta di raggiungere temperature tali da mantenere il ciclo di funzionamento, è costituito da un solo cilindro orizzontale, con misure di alesaggio e di corsa rispettivamente di 200 mm x 230 mm, la cilindrata totale è di 7.222 cc, sviluppa nei primi modelli prodotti una potenza di 25 CV a 720 giri/min alla puleggia, massima 30 CV, mentre alla barra di traino scendono a 18 CV su terreni con buona aderenza; gli esemplari prodotti dal 1941 in poi dispongono invece di 28-32 CV.

## Caratteristiche tecniche

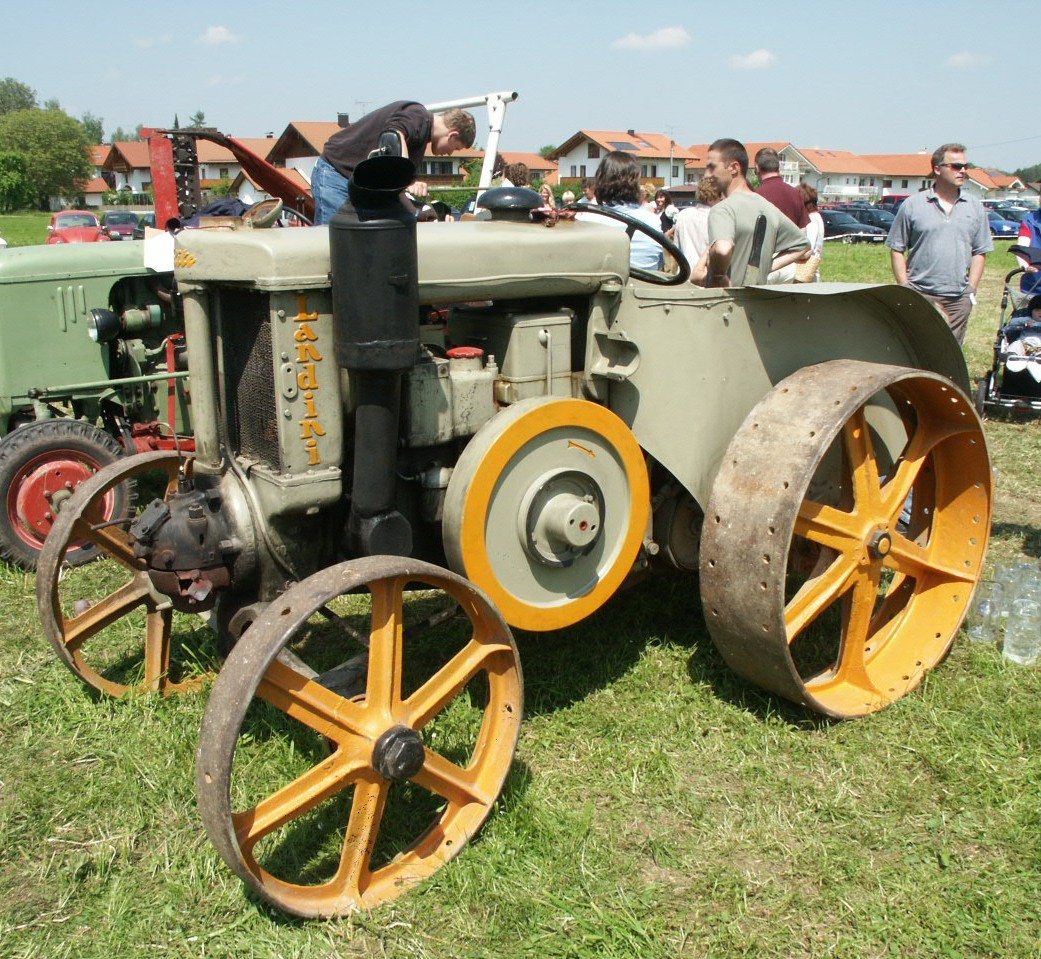
Landini Vélite

Motore, cambio e differenziale sono uniti in una monostruttura che funge da telaio, svolgendo una funzione portante, la frizione a disco è posizionata all'interno del volano di sinistra, il cambio è di tipo meccanico a tre marce e una retromarcia con velocità massime a seconda del rapporto innestato comprese fra i 3 km/h e gli 8 km/h (9 km/h con ruote gommate) la trazione è esclusivamente sull'asse posteriore dotato di differenziale. Gli assi sono entrambi a ponte rigido, questo modello nasce con ruote metalliche in fusione di ghisa, successivamente anche in carpenteria e nel dopo guerra poteva essere equipaggiato direttamente con ruote gommate. Su richiesta veniva prodotta anche la versione industriale dotata di appositi pneumatici stradali, rapporti del cambio più lunghi, in grado di raggiungere una velocità massima di poco superiori. L'impianto frenante del Vélite è privo di freni a pedali, è dotato esclusivamente del freno a mano, del tipo a nastro su puleggia collegata direttamente alla trasmissione.
L'impianto elettrico del Vélite presenta una dinamo da 6 volt e 75 watt, azionabile collegandola tramite cinghia al volano, consente l'illuminazione per mezzo di 2 fari anteriori e di un fanale al posteriore, non è prevista alcuna batteria accumulatore, né il motorino di avviamento. La presa di forza è data da una puleggia collocata sul volano di destra, con comando a frizione tramite due volantini, per molteplici applicazioni stazionarie. Il peso complessivo del trattore è di 2.300 kg; il serbatoio del combustibile ha una capienza di 65 kg, mentre quello dell'olio lubrificante ha una capienza di 6 kg.

## Utilizzo
Il Vélite è stato una delle macchine più utilizzate soprattutto dalle piccole e medie aziende agricole nell'aratura dei terreni, ma anche per l'azionamento stazionario di trebbie, pressaforaggi e pompe per l'irrigazione.
Questo modello viene sostituito negli anni cinquanta dal Landini L35, trattore che ne riprende il motore, in versione però più evoluta e potenziata, mentre il resto del telaio e degli organi meccanici sono di nuova concezione, rendendo la macchina più maneggevole e versatile.